# Olof Thunqvist
Knut Olof Thunqvist, född 8 oktober 1898 i Stockholm, död 22 februari 1972, var en svensk präst.
Efter studentexamen i Stockholm 1918 blev Thunqvist filosofie kandidat 1922, teologie kandidat 1926 och prästvigdes för Ärkestiftet samma år. Han blev kyrkoadjunkt i Bjuråkers församling 1926, komminister i Los församling samma år, komminister i Enköping 1929 och kyrkoherde i Norrala församling 1937. Han var ledamot av kyrkofullmäktige och kyrkorådet i Enköping samt ordförande i kyrkofullmäktige och kyrkorådet i Norrala. Tillsammans med Helge Törnros och sonen Lars-Olof Thunqvist (1928–1983) skrev han Trönö och Norrala socknar: glimtar ur socknarnas historia från äldsta tid till våra dagar (1970, ny tryckning 1994). 